# Funeralii fericite
Funeralii fericite este un film românesc de comedie din 2013 regizat de Horațiu Mălăele. Rolurile principale au fost interpretate de actorii Horațiu Mălăele, Crina Semciuc și Igor Caras-Romanov. Este al doilea film regizat de Mălăele după Nunta mută din 2008. De asemenea este a doua colaborare a scenaristului Adrian Lustig cu regizorul. 

## Prezentare
La o masă într-o cârciumă din București stau trei prieteni ce au pierdut șirul paharelor. Aceștia sunt: Lionel (Horațiu Mălăele) – un român care a revenit din Franța unde a lucrat în construcții, Kiril (Sandu Mihai Gruia) – un mic contrabandist bulgar și Igor (Igor Caras-Romanov) – un rus fără permis de ședere în România, care lucrează la negru ca instalator.

## Distribuție
Distribuția filmului este alcătuită din:
- Bogdan Mălăele — Translator Vasile
- Oana Ștefănescu — Doamna
- Adrian Ciobanu — Agent asigurări
- Igor Caras-Romanov — Igor
- Sandu Mihai Gruia — Kiril
- Serghei Niculescu-Mizil — Albanezu'
- Constantin Chiriac — Proprietar pompe funebre
- Virginia Rogin — Țiganca
- Dorina Lazăr — Tanti Nela
- Costina Ciuciulică — Educatoarea
- Carol Ionescu — Clachetistul
- Hector Severino — Hector
- Meda Andreea Victor — Mama lui Lionel
- Marius Damian — Șoferul
- Valentin Popescu — Cătălin
- Ruxandra Maniu — Personaj 2
- Valentin Florea — Îngerul
- Coco Paliu — Coco
- Crina Semciuc — Lili
- Maria Obretin — Invitată 2
- Gheorghe Ifrim — Directorul
- Sergiu Costache — Ahmed
- Florin Zamfirescu — Cerșetor
- Ionel Mihăilescu — Manolache
- Letiția Vlădescu — Invitata 1
- Antoaneta Zaharia — Giuseppina
- Maria Teslaru — Jana
- Nicoleta Lefter — Macheuza
- Marius Galea — Lionel la 30 de ani
- Nicolae Stângaciu — Groparul
- Dimitrie Bogomaz — Vaniușka
- Iulian Postelnicu — Doru
- Ștefan Alexa — Individul
- Alin State — Lucian
- Puiu Mircea Lăscuș — Samir
- Vitalie Bantaș — Grișa
- Doinița Ghițescu — Îngrijitoarea
- Cristian Mălăele — Lionel la 14 ani
- Alexandru Bindea — Peppino
- Beatrice Peter — Mercedes
- Mihai Dorobanțu — Polițist Șoimulescu
- Adhiambo Rose Beatrice — Jewel
- Dan Rădulescu — Lionel la 20 de ani
- Cuzin Toma — Tatăl lui Lionel
- Roxana Guttman — Rashida
- Sorin Dobrin — Arlechin 1
- Ilinca Manolache — Secretară de platou
- Horațiu Mălăele — Lionel
- Corneliu Jipa — Preotul
- Maggie Edimoh — Cindy
- Bogdan Cotleț — Marcel
- Adriana Șchiopu — Locatara
- Tudorel Filimon — Colegul
- Mihai Niță — Arlechin 2
- Alexandru Georgescu — Polițist Porumbel
- Andreea Samson — Lavinia

## Primire
Filmul a fost vizionat de 21.959 de spectatori în cinematografele din România, după cum atestă o situație a numărului de spectatori înregistrat de filmele românești de la data premierei și până la data de 31 decembrie 2014 alcătuită de Centrul Național al Cinematografiei.